# Gnomidolon simplex
Gnomidolon simplex es una especie de escarabajo longicornio del género Gnomidolon, categorizada en la tribu Hexoplonini, de la subfamilia Cerambycinae. Fue descrita por White en 1855.

## Descripción
Mide 7,33-10,6 mm de longitud.

## Distribución
Se distribuye por Brasil, Guyana, Guayana Francesa y Surinam.